# 19005 Teckman
19005 Teckman è un asteroide della fascia principale. Scoperto nel 2000, presenta un'orbita caratterizzata da un semiasse maggiore pari a 2,8644806 UA e da un'eccentricità di 0,0452708, inclinata di 1,17697° rispetto all'eclittica.